# Typhlops oligolepis
Typhlops oligolepis este o specie de șerpi din genul Typhlops, familia Typhlopidae, descrisă de Wall 1909. Conform Catalogue of Life specia Typhlops oligolepis nu are subspecii cunoscute.